# Karwendel (Zug)

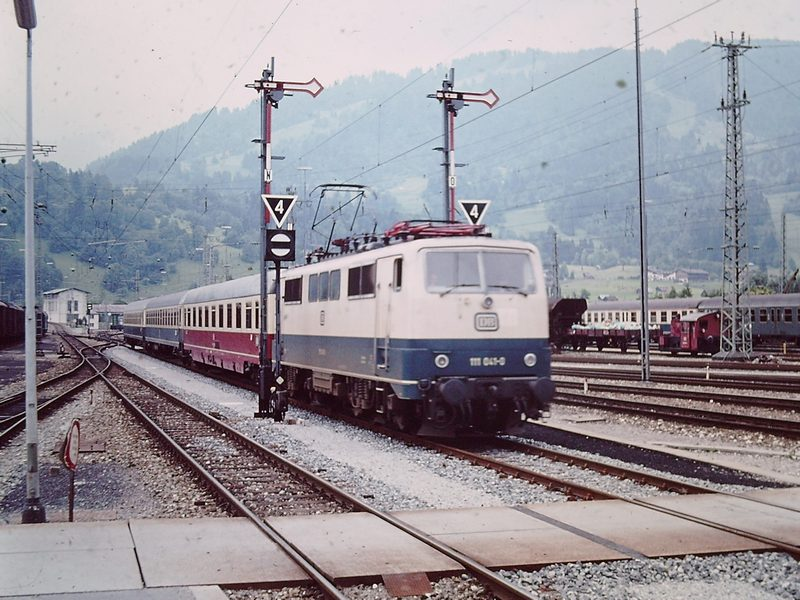
Intercity Karwendel mit Lokomotive 111 041 in Garmisch-Partenkirchen bei der Einfahrt aus Richtung Mittenwald 1983

Der Karwendel ist ein Fernzug, der zwischen Deutschland und Österreich verkehrt. Der Name Karwendel stammt vom gleichnamigen Gebirge östlich von Garmisch-Partenkirchen an der Grenze von Bayern zu Tirol, das der Zug auf seiner Fahrt über die Karwendelbahn passiert. Der Zug dient vor allem dem touristischen Verkehr von den nord- und westdeutschen Ballungsgebieten in die oberbayerischen und Tiroler Ferienorte.
Die seit 1925 bestehende Verbindung hatte immer eine besondere Stellung durch eigens konstruiertes Fahrzeugmaterial und den Einsatz von Fernverkehrsfahrzeugen auf der Gebirgsstrecke. Der heutige Intercity-Express Karwendel ist einer der wenigen Züge der Deutschen Bahn, die neben der Zugnummer noch einen Namen führen. Dazu gehörten bzw. gehören auch die weiteren nach Garmisch-Partenkirchen fahrenden ICE Werdenfelser Land, Wetterstein und Zugspitze.

## Geschichte

### Durchgangszüge ab 1925
Die Karwendelbahn hatte seit ihrer Eröffnung 1912 eine große Bedeutung für den Fremdenverkehr, vor allem nach Garmisch-Partenkirchen, Mittenwald und Seefeld in Tirol. Durchgehende Fernzüge waren anfangs jedoch schwierig, weil die gängigen Schnellzugwagen noch nicht über eine elektrische Zugheizung für den Betrieb auf dieser Strecke verfügten.
Mit Elektrifizierung der Bahnstrecke München–Garmisch-Partenkirchen 1925 wurden direkte Durchgangszüge (D) von München bis Innsbruck möglich. Der D 164 fuhr 1928 täglich um 14:00 Uhr in München ab und erreichte Innsbruck um 17:58 Uhr. Diese Fahrplanlage, mit der das Karwendel aus weiten Teilen Deutschlands in einer Tagesreise erreichbar ist, blieb bis in die Kriegsjahre und sogar bis zum heutigen ICE Karwendel bestehen. Schon für diese Züge kommt die Bezeichnung Karwendel-Express vor, sie war damals aber nicht im Kursbuch aufgeführt.

### Karwendel-Expressab 1930

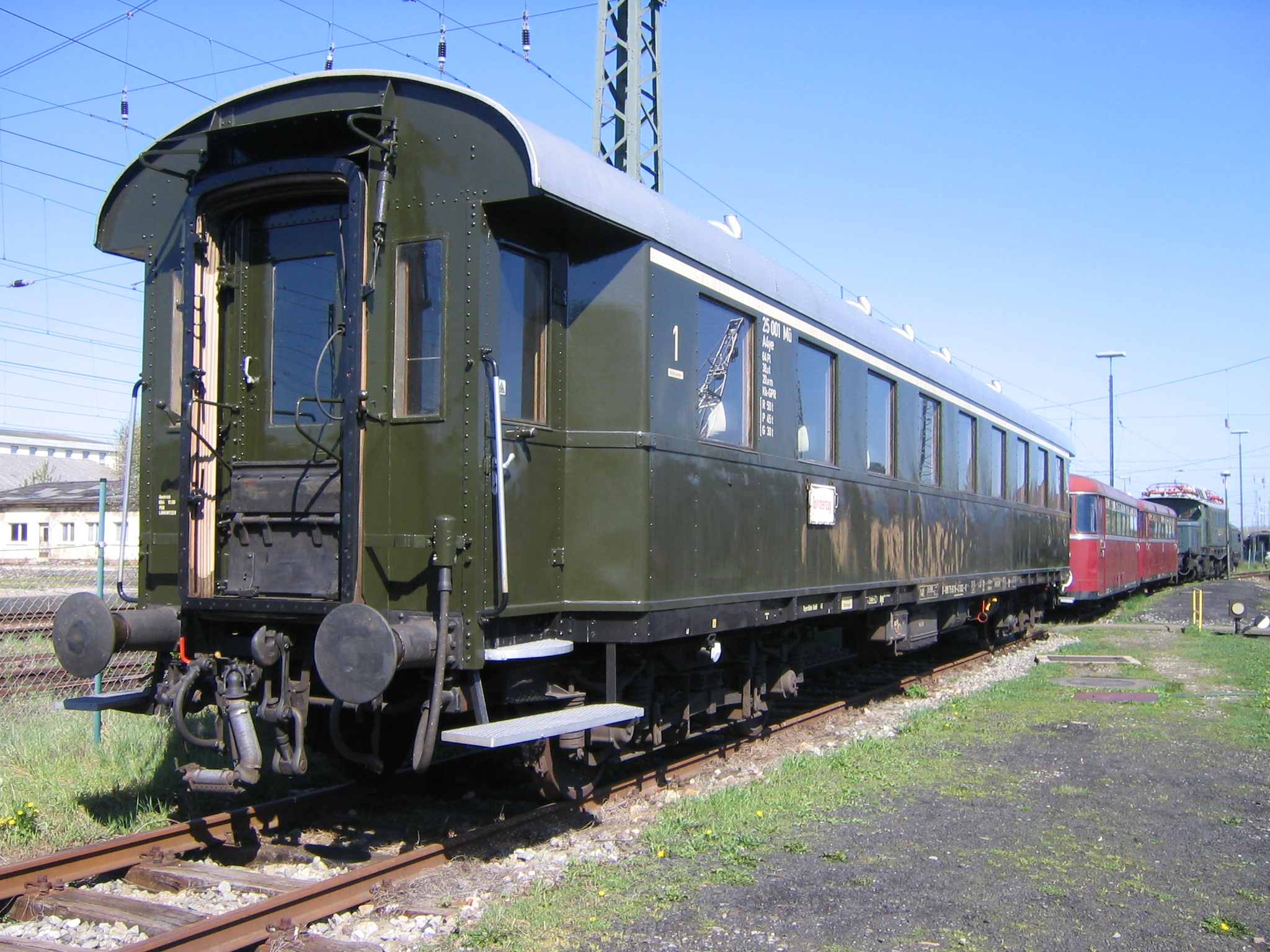
Im Eisenbahnmuseum Nördlingen erhaltener Karwendel-Express-Wagen

1930 stellte die Deutsche Reichsbahn für den Karwendel-Express dreizehn speziell für die Bedürfnisse des Tourismusverkehrs angepasste Wagen in Dienst, die über elektrische Heizung, einen Mittelgang, besonders große Fenster, Bewirtschaftung und eine blaue Sonderlackierung verfügten. Bei der Fahrzeugparade zur Hundertjahrfeier der deutschen Eisenbahn in Nürnberg 1935 waren vier Wagen mit der E 04 022 als Karwendelzug vertreten.
Zu den Olympischen Winterspielen 1936 in Garmisch-Partenkirchen wurden weitere 29 Wagen beschafft. Im Sommer-Kursbuch 1939 sind während der Sommersaison fünf Schnellzug-Paare zwischen München und Innsbruck verzeichnet, nach wie vor ohne die Bezeichnung Karwendel-Express.
Zum Ende des Zweiten Weltkriegs wurde der Verkehr in dieser Form eingestellt. Die Wagen wurden bis in die 1970er Jahre im normalen Eilzugdienst eingesetzt. Ein Exemplar ist im Bayerischen Eisenbahnmuseum Nördlingen erhalten.

### Nachkriegszeit
Für den Fremdenverkehr verbinden schon seit der Nachkriegszeit durchgehende Fernzüge Nord- und Westdeutschland mit dem Karwendelgebiet. So verkehrte in den siebziger Jahren der D 283/282 von Lübeck bzw. Kopenhagen täglich nach Seefeld und saisonal bis Innsbruck etwa in der Zeitlage des früheren D 164 über die Mittenwaldbahn. Daneben wurden die Fremdenverkehrsorte von Firmen wie Touropa oder Scharnow mit Reisebüro-Sonderzügen angefahren.

### Ft/ICtKarwendelab 1969

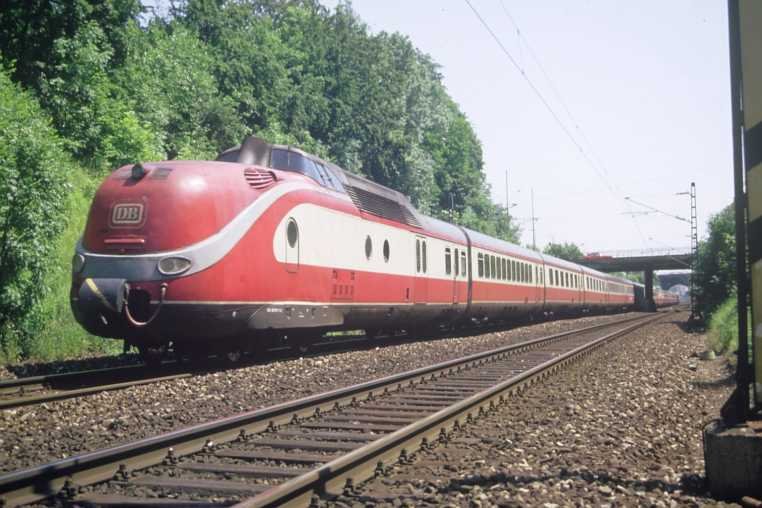
Baureihe 601

1969 wurde in diesem Reisebüro-Turnusverkehr ein Fernschnelltriebwagen (Ft) unter dem Namen Karwendel eingeführt. Als Fahrzeuge wurden die für den TEE-Verkehr gebauten Erste-Klasse-Triebzüge der Baureihe 601 verwendet, die am Wochenende für den Einsatz im Tourismusverkehr verfügbar waren. Nachdem die Fahrzeuge 1971 im neu geschaffenen Intercity-Netz eingesetzt wurden, erhielt auch der Karwendel die Zugnummern ICt (Intercity-Triebwagen) 11150/11151. Die Züge verkehrten in der Wintersportsaison am Samstag Vormittag von Frankfurt nach Seefeld und nachmittags zurück. Sie waren nicht im Kursbuch verzeichnet, sondern dienten ausschließlich der Beförderung der Pauschaltouristen durch die Reiseveranstalter.

### Intercity/EurocityKarwendelab 1979

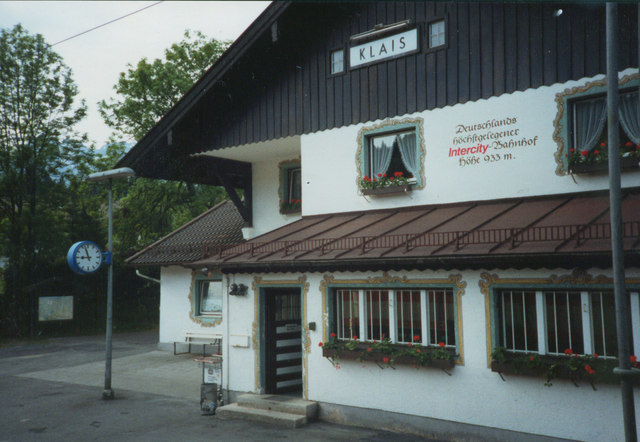
Von 1979 bis 2007 verdankte Klais dem Karwendel seine Eigenschaft als höchstgelegener Intercity-Bahnhof Deutschlands

Mit der Einführung des zweiklassigen Intercity-Systems IC 79 im Jahr 1979 wurde der Touristikverkehr teilweise in das fahrplanmäßige Intercity-Netz integriert. Dazu werden einzelne Intercity-Züge über das im Stundentakt betriebene Stammnetz hinaus in die Fremdenverkehrsgebiete geführt. Die Reiseveranstalter buchen in diesen Zügen Platzkontingente für ihre Kunden.
Ein derartiger „Urlauber-Intercity“ war auch der IC 180/181, der von Bremen über München hinaus täglich bis Innsbruck verkehrte und den Namen Karwendel erhielt. Ab dem Kopfbahnhof München löste eine Lok der Baureihe 111 den Zug von einer 103 ab. In Garmisch-Partenkirchen blieb der größte Teil des Zuges stehen und nur einige Wagen liefen weiter über die Gebirgsstrecke. Im ÖBB-Streckenabschnitt ab Mittenwald wurde der Zug als Eilzug mit der Zugnummer E 1180/1181 bezeichnet.
In den späteren Jahren wechselten wiederholt die Laufwege nördlich von München. Ab dem 31. Mai 1987 verkehrte der Karwendel ein Jahr lang als EuroCity zwischen Hamburg-Altona und Innsbruck, zwischen 1988 und 2007 wieder als Intercity, jetzt von und nach Dortmund. Im Lauf der Jahre wurden die Verkehrstage zunehmend reduziert, 2007 lief der Zug nur noch samstags über München hinaus bis Innsbruck.
Während dieser Zeit wies eine Aufschrift am Bahnhofsgebäude von Klais stolz auf seine Eigenschaft als höchster Intercity-Bahnhof Deutschlands hin. Die heutige Aufschrift erwähnt keine Zuggattung mehr, sondern nennt nur die Höhe über dem Meeresspiegel.

### ICEKarwendelab 2007

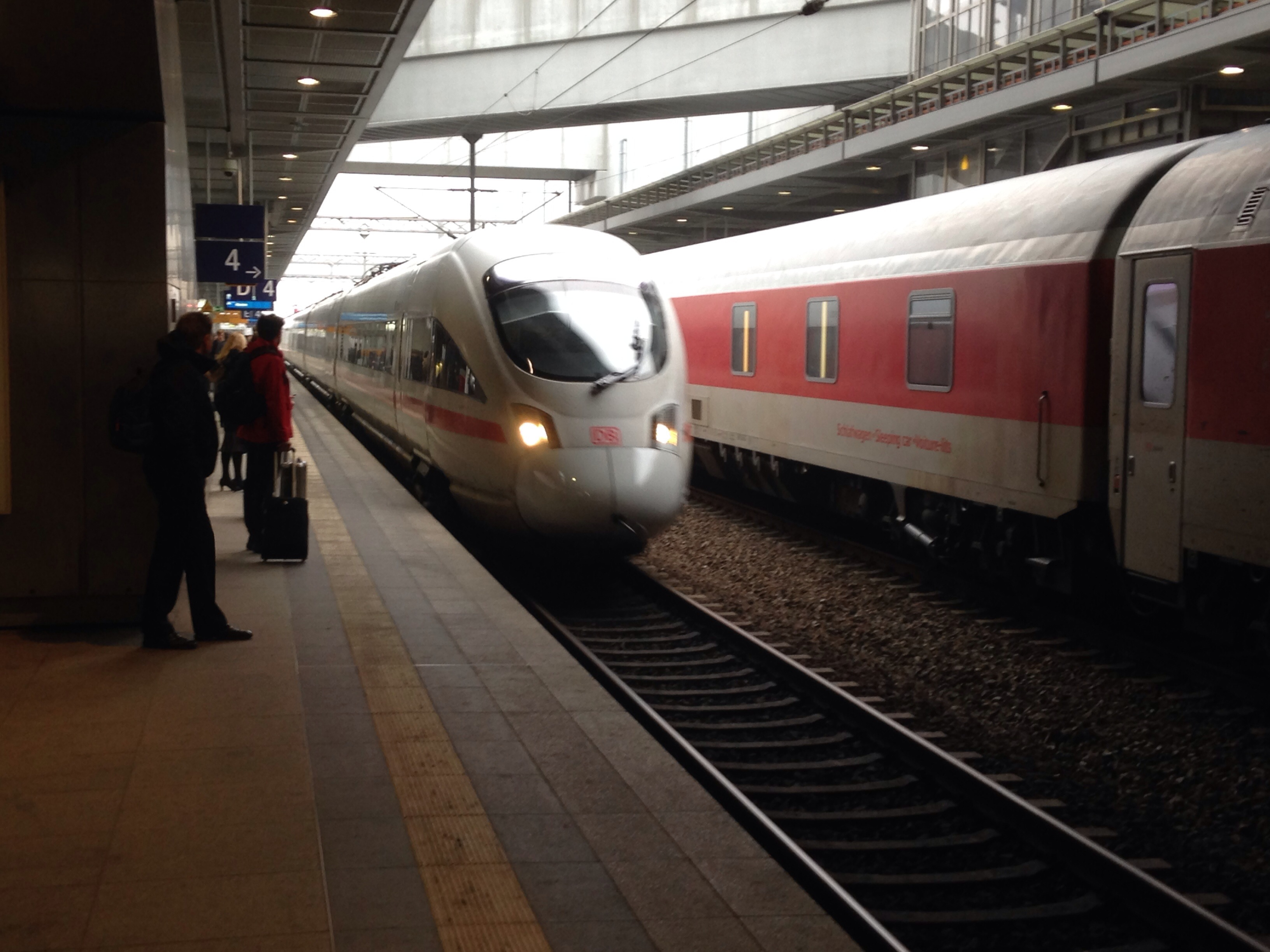
ICE Karwendel im Berliner Bahnhof Südkreuz

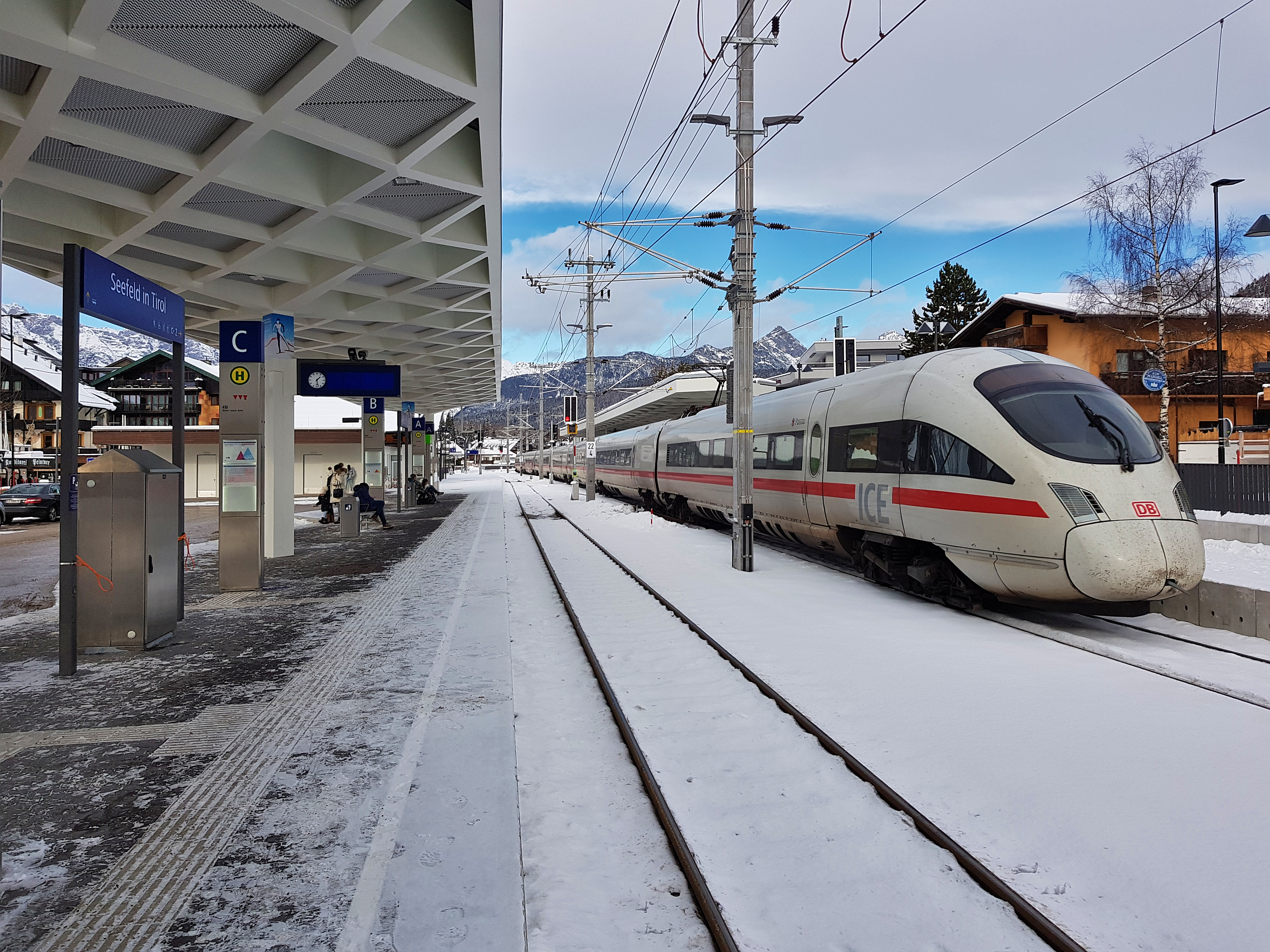
ICE Karwendel in Seefeld in Tirol (2018)

Seit Dezember 2007 verkehrte der Karwendel als ICE 1206/1207 mit der Baureihe 411 (ICE T), jedoch nur noch am Wochenende nach Mittenwald und saisonal weiter nach Innsbruck. An den übrigen Tagen endeten die Züge in München. Sie befuhren die Strecke von Hamburg, Berlin-Gesundbrunnen, Halle (Saale), Jena Paradies und Nürnberg.
Da der ICE Karwendel als außerhalb des Taktfahrplans verkehrender Zug häufig Zugkreuzungen auf der eingleisigen Strecke abwarten musste, war seine Fahrzeit von München bis Innsbruck (3:27 Stunden) deutlich länger als die der Regionalbahnen mit Halt an allen Stationen (2:51 Stunden). Dennoch wurde er von den Urlaubern gerne angenommen, weil er das Urlaubsziel umsteigefrei erreichte. Die Regionalzüge übertreffen heute mit ihrer Fahrzeit und dem Stundentakt, der im österreichischen Abschnitt noch durch die Innsbrucker S-Bahn verdichtet wird, die Fahrplanangebote früherer Zeiten auf der Karwendelbahn bei weitem.

#### Einstellung Dezember 2017 bis Dezember 2018
Im Juli 2017 wurde durch den Murnauer Bürgermeister Rolf Beuting bekannt, dass die Bahn die Einstellung des samstäglichen ICE-Zugpaares München–Innsbruck plane. Es sollen nur zwei Zugpaare aus dem Ruhrgebiet und Hamburg–Berlin nach Garmisch-Partenkirchen verbleiben. Das Karwendelgebiet würde dann seine Fernzughalte in Mittenwald und Seefeld verlieren.
Die Deutsche Bahn gibt zur Begründung an, dass der Zug wegen abnehmender Fahrgastzahlen unwirtschaftlich sei. Zudem passe er nach der Eröffnung der Neubaustrecke Ebensfeld–Erfurt nicht mehr in die Fahrzeugumläufe. Die Fahrgäste aus dem Norden profitierten von der 1½ Stunden kürzeren Fahrzeit. Die Bürgermeister der bayerischen und Tiroler Anliegergemeinden protestieren gegen die Entscheidung. Sie befürchten, dass Urlaubsgäste, denen eine umsteigefreie Verbindung wichtig ist, das Karwendelgebiet künftig meiden werden. Nach Angaben des Bürgermeisters reisten nach Mittenwald  etwa 20 bis 25 % der Gäste per Bahn an.
Tatsächlich verkehrten im Jahresfahrplan 2018 nur mehr zwei ICE-Zugpaare, die in Garmisch-Partenkirchen endeten und nicht auf die Karwendelbahn übergingen: ICE 620/1127 Wetterstein von/nach Dortmund und ICE 1504/1507 von/nach Hamburg in der Fahrplanlage des Karwendel. Der Zugname Karwendel erschien weder im Kursbuch der DB noch im Kursbuch der ÖBB.

#### Fahrplan 2018/2019

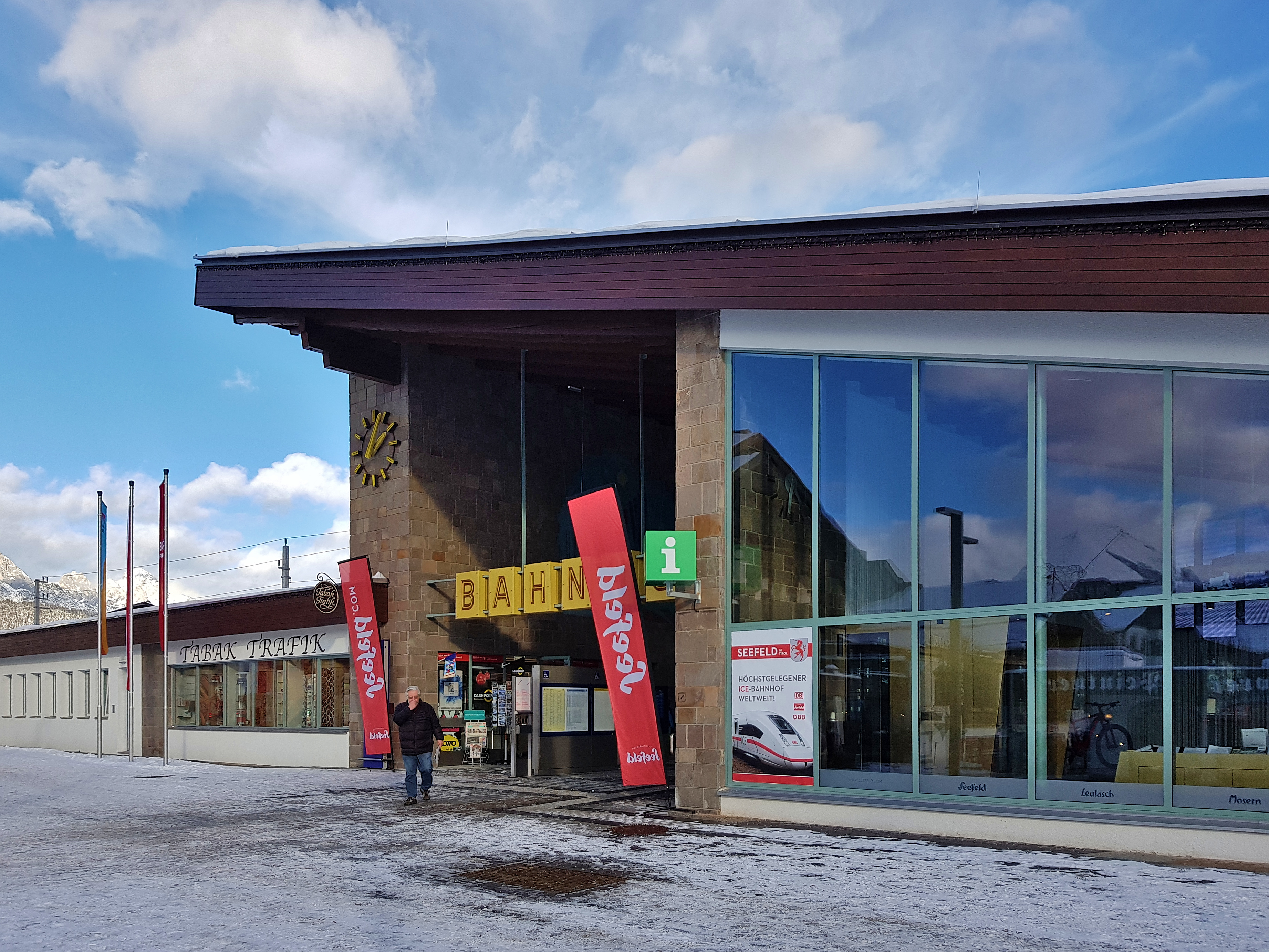
Werbung „Höchstgelegener ICE-Bahnhof weltweit!“ am Bahnhof Seefeld

Seit Fahrplanwechsel Dezember 2018 verkehrt der ICE Karwendel wieder von Innsbruck über Seefeld, München, und jetzt nach Dortmund. Im Kursbuch wird das Zugpaar als ICE 1221/1222 geführt. Ebenso verkehrt der ICE 1294/1297 Wetterstein wieder von/nach Innsbruck. Der neu umgebaute Bahnhof Seefeld in Tirol wirbt mit dem Superlativ „Höchstgelegener ICE-Bahnhof weltweit!“.